# Una raza contra el viento
Una raza contra el viento es el primer álbum en vivo y sexto en general de la banda Rescate, fue grabada en vivo el año 2004 en El Teatro en la ciudad de Buenos Aires, Argentina.

## Temas
- Jesustone (3:59)
- No Vuelvas (4:06)
- La Paloma (4:14)
- Cuando Volverá? (3:33)
- La Calle (3:23)
- Quitamancha (3:38)
- No More (5:05)
- Amores como vos (4:02)
- Vuelve a empezar (3:52)
- Los Santos (4:26)
- Nada (4:21)
- El pelo en la leche (3:08)
- No me quedo (me voy) (3:44)
- Sabes? (3:27)
- Otra oportunidad (3:15)
- Mi canción (3:15)
- No lo sé (4:15)
- Loco (3:55)
- Deja que te toque (3:15)
- Quiero más! (paz) (2:58)

- Nota: Para este disco se tenía planeado incluir como Bonus Track la canción Buscando Lio, la cual sería incluida en el próximo disco con el mismo nombre.